# HMS Effingham
HMS Effingham (Корабль Его Величества «Эффингем») — тяжёлый крейсер типа «Хокинс» Строился во время подготовки и заключения Вашингтонского морского соглашения, и соответствовал принятым там ограничениям, он и подобные ему крейсера получили название — «Вашингтонский крейсер» (англ. Washington cruiser).

## Служба
Единственный корабль британского флота, носивший это имя. Назван в честь Чарльза Говарда, лорда Эффингема — одного из командующих английского флота, в 1587 году разбившего Непобедимую армаду.
Был заложен 6 апреля 1917 года на Королевской верфи в Портсмуте, спущен 8 июня 1921 года, вошёл в строй 2 июля 1925 года. Командир корабля — капитан Сесил Рейн (англ. Cecil Reyne). После подготовки корабля и экипажа к службе назначен на Ост-Индскую станцию в состав 4-й эскадры крейсеров.
В сентябре 1929 года командиром корабля назначен капитан Брюс Фрэзер — будущий Первый морской лорд и адмирал флота. 2 ноября 1930 года делегация с крейсера приняла участие в коронации императора Эфиопии Хайле Селассие. Оркестр морских пехотинцев с «Эффингема» развлекал гостей.
14 июня 1932 года «Эффингем» стал на непродолжительное время флагманским кораблём командующего Ост-Индской станцией адмирала Данбар-Нейсмита, однако уже 1 октября тот спустил свой флаг и крейсер вернулся в состав 4-й эскадры лёгких крейсеров. С марта по апрель 1933 года «Эффингем» находился в плавании по Бенгальскому заливу, после чего вернулся в Англию.
30 июля «Эффингем» стал флагманским кораблём командующего Резервным флотом вице-адмирала Мунро Керра, и сменившего его позднее вице-адмирала Эстли-Раштона. После внезапной смерти последнего в июне 1935 года командование Резервным флотом принял вице-адмирал Диккенс, поднявший флаг 28 июня. 16 июля того же года крейсер принял участие в королевском смотре флота по случаю Серебряного юбилея царствования Георга V. 29 сентября 1936 года ожидавший начала модернизации крейсер лишился статуса флагманского корабля .
15 июня 1938 года «Эффингем» вновь вошёл в строй (командир корабля — капитан Уорбёртон-Ли, став флагманским кораблём командующего Резервным флотом вице-адмирала Хортона. 17 апреля 1939 года на должность командира корабля был назначен капитан Хаусон (англ. John Howson). В период до начала августа того же года крейсер получил отсутствовавшие ранее приборы управления зенитным огнём (HACS). Кроме того, одноствольные 102-мм орудия были заменены спаренными установками того же калибра. 9 августа крейсер посетил Георг VI, принявший на борту командиров шестидесяти кораблей, участвовавших в королевском смотре Резервного флота, проходившем в Веймутской бухте. 25 августа «Эффингем» прибыл в Скапа-Флоу и был включён в состав 12-й эскадры крейсеров. Крейсер оставался флагманским кораблём Хортона после того, как тот был назначен командовать Северным патрулём, в задачу которого входил перехват немецких судов, пытавшихся вернуться в Германию до начала боевых действий.

### Перевооружение
В августе 1939 года корабль прошёл перевооружение.
Крейсер получил девять 152-мм орудий Vickers 6"/L,45 BL Mk XII, монтировавшихся на штыревых станках с глубокими щитами. Орудия располагались, в общем, по прежней схеме: семь — в диаметральной плоскости корабля, два — по бортам.
В качестве универсального калибра крейсер получил четыре 102-мм установки MkV, располагавшиеся парами по обе стороны дымовой трубы и грот-мачты. Перед грот-мачтой побортно и на палубе юта между 152-мм орудиями № 8 и № 9 были установлены три зенитные 12,7-мм установки пулемётов Vickers Mk III на счетверённых установках Mk I. Также были устроены платформы для двух четырёхствольных установок 40-мм «Пом-помов».

### Вторая мировая война
После того, как 3 сентября Великобритания объявила войну Германии, задачи Северного патруля были расширены: теперь ему следовало перехватывать германские рейдеры, пытающиеся прорваться в Атлантический океан. 6 сентября, в ходе своего первого патруля, «Эффингем» получил повреждения и 3 октября прибыл для ремонта на королевскую верфь в Девонпорте. 9 октября работы были завершены и спустя шесть дней «Эффингем» сменил тяжёлый крейсер «Берик» в охранении конвоя KJ-3, однако 25 октября был вынужден вернуться в Девонпорт для ремонта машин. 7 ноября на корабль был погружен груз золота стоимостью 2 миллиона фунтов стерлингов, который нужно было доставить в Галифакс. Спустя 10 дней «Эффингем» прибыл в порт назначения, после чего командир крейсера Хаусон был назначен старшим морским начальником Вест-Индского патруля. 24 ноября «Эффингем» совместно с австралийским лёгким крейсером «Перт» направился к Бермудским островам для патрулирования района от Кингстона (Ямайка) до Галифакса. С 3 по 6 декабря крейсер участвовал в патрулировании, однако вновь возникшие проблемы с машинами потребовали ремонта в королевской верфи на Бермудах. Трубки паровых котлов, установленные взамен неисправных, оказались бракованными, для их замены требовалось вернуться в Англию. «Эффингем» ушёл в Галифакс и 29 декабря отплыл оттуда в Англию в составе охранения конвоя HX-14.
9 ноября крейсер прибыл в Портсмут и встал на срочный ремонт. В ходе него были заменены трубки котлов. Кроме того, на корабль наконец установили полагавшиеся ему «пом-помы» и систему управления их стрельбой; была смонтирована катапульта. 12 апреля 1940 года корабль отправился в Скапа-Флоу. Планы флотского командования предполагали участие «Эффингема» в оккупации Нарвика и шведских железнорудных месторождений в Кируне и Мальмбергете («План R4») в случае, если Германия вторгнется в Норвегию. Британский план запоздал: немецкое вторжение началось 8 апреля.

#### Норвежская операция
17 апреля тяжёлые крейсеры «Эффингем» и «Йорк», лёгкий крейсер «Калькутта» и несколько эсминцев вышли на поиск пяти немецких эсминцев, замеченных у Ставангера самолётом-разведчиком. Сообщение оказалось ложным, однако корабли оставались у входа в Ромсдалс-фьорд 17—18 апреля, пока британские войска высаживались в Молде и Ондалснесе в глубине фьорда. Ранним утром 19 апреля «Эффингем» был атакован немецкой подводной лодкой U-38, но безрезультатно. Вечером того же дня отряд кораблей вернулся в Скапа-Флоу. 20 апреля на крейсере поднял флаг адмирал флота лорд Корк, недавно назначенный командующим всеми союзными силами в Норвегии. 24 апреля тяжёлый крейсер участвовал в неэффективной из-за снежной бури бомбардировке Нарвика, занятого немцами. 1 и 3 мая орудия «Эффингема» вели огонь по целям в Анкенесе и Бьёрквике в ходе подготовки запланированной союзниками атаки непосредственно Нарвика. 12—13 мая крейсер исполнял функции штабного корабля на время высадки в Бьёрквике: на борту находились лорд Корк и командовавший французами бригадный генерал Бетуар, там же в качестве наблюдателя находился генерал-лейтенант Окинлек. Кроме того, с крейсера были высажены 750 человек из 13-й полубригады Иностранного легиона, артиллерия крейсера поддерживала атаку наземных войск.
Вскоре после того, как стало возможным вывести 2-й батальон Пограничников Южного Уэльса из Анкенеса в Харстад, Окинлек решил отправить их и штаб 24-й гвардейской бригады для укрепления обороны Будё. Адмиралтейство приказало перевезти эти войска на «Эффингеме», а не на тихоходных войсковых транспортах, поскольку опасалось ударов вражеской авиации. Капитан Хаусон настаивал, что крейсер готов взять не более 36 тонн припасов и амуниции в дополнение к 1020 британским и французским военнослужащим, однако армии удалось настоять на своём и крейсер принял 120 тонн и 10 бронетранспортёров «Универсал». Размещенный на палубе груз мешал использованию части 152- и 102-мм орудий.
В 01:00 17 мая «Эффингем» покинул Харстад вместе с крейсерами ПВО «Каир» и «Ковентри» в сопровождении эсминцев «Эхо» и «Матабеле». Опасаясь налётов авиации, Адмиралтейство решило отказаться от самого короткого пути — через Хьелльсуннет и далее через Вест-фьорд, несмотря на то, что движение по более длинному пути потребовало бы большей скорости движения кораблей, иначе они не смогли бы прибыть в Будё к 20:00 и разгрузиться в темноте, укрытые от налётов люфтваффе. На подходе к Будё капитан Хаусон решил, что на главном фарватере могут действовать немецкие подводные лодки и потому безопасней пройти более узким проходом у островов Бликсвэр. На крейсере имелась крупномасштабная карта этого района и Хаусон полагал, что «Эффингем» — самый крупный корабль в отряде — сможет там пройти. Командующий 20-й эскадрой крейсеров контр-адмирал Вивьен, находившийся на «Ковентри», такой карты не имел, однако согласился с мнением Хаусона и приказал, чтобы «Эффингем» шёл первым, а другие крейсеры следовали за ним. Первым шёл эсминец «Матабеле», развивший скорость 23 узла (43 км/ч), по правому борту от него двигался «Эхо», вслед за «Матабеле» шёл «Эффингем». В 19:47 «Матабеле» задел подводную скалу, сорвав левый винт и его кронштейн, однако других повреждений не получил. Спустя примерно минуту на эту же скалу наскочил «Эффингем», получив обширные пробоины корпуса. «Ковентри» повернул вправо и лишь слегка задел корму «Эффингема».
Затопление отсеков крейсера привело к тому, что он быстро потерял ход и, миновав скалу, начал дрейфовать. Несмотря на то, что корпус «Эффингема» стоял на ровном киле, командир крейсера Хаусон опасался, что корабль может перевернуться и тем самым погубит большую часть команды и находившихся на нём солдат. Около 20:15 эсминцу «Эхо» было приказано отбуксировать крейсер на мелководье и посадить его там на мель. Буксировка не увенчалась успехом и в 20:45 контр-адмирал Вивьен приказал отвести крейсер на глубоководье для того, чтобы крейсер затонул там и не смог быть поднят немцами. В это время на «Эхо» приняли всех солдат и около 200 моряков с «Эффингема». В 22:10 эсминец передал людей на «Ковентри», после чего вернулся к «Эффингему» за оставшимися моряками. К тому времени крейсер сел на мель западнее Бликсвэра близ острова Скьёльдш, корпусом на ровном киле в месте глубиной 9,1 м. Шлюпки с «Матабеле» сняли часть людей с «Эффингема» и передали их на крейсер ПВО «Каир». Последний ранее сходил в Будё и вызвал оттуда местные суда, поскольку «Ковентри» уже не мог вместить всех спасённых. Ближайшей ночью оба крейсера ПВО и эсминец «Матабеле» ушли в Харстад.
Капитан Хаусон перешёл на эсминец «Эхо», дабы проследить за операцией по спасению имущества с сидящего на мели тяжёлого крейсера и последующим приведением корабля в негодность. Небольшие суда, вызванные из Будё, перевезли на берег 4 бронетранспортёра и несколько миномётов, однако другого военного имущества было спасено сравнительно немного. Имевшиеся на борту взрывчатые вещества и боевые части торпед оказались в затопленных отсеках, артиллерия крейсера была приведена в негодность, снаряды из кранцев первых выстрелов выброшены за борт. В 8:00 эсминец «Эхо» поразил крейсер двумя торпедами, после чего тот перевернулся в точке с координатами 67°16,70′ с. ш. 14°3,50′ в. д.. После войны остов «Эффингема» был разобран на металл фирмой Høvding Skipsopphugging, на дне остались лишь немногочисленные обломки обшивки и механизмов.